# Volcán Mate Grande
El volcán Mate Grande es un volcán chileno ubicado a 80 km al suroeste de Coyhaique, en la Región de Aysén del General Carlos Ibáñez del Campo.

## Descripción
Consta de una caldera volcánica de 5 km de diámetro y un cono más joven, de 1280 m, Se ubica en medio de la falla Liquiñe-Ofqui, en la Patagonia chilena, al noreste del volcán Hudson y al sur de los volcanes Macá y Cay. El complejo volcánico parcialmente colapsado fue identificado por geólogos de la Universidad de Chile en 2021, quienes lo bautizaron por la forma de la caldera, similar a un enorme mate. El volcán está cubierto de nieve diez meses al año y es de difícil acceso por la geografía local, cubierta de una tupida vegetación del tipo bosque valdiviano. Al tener menos de 5 mil años de antigüedad, se considera un volcán activo, y se estima que antiguos terremotos de alta intensidad generados en la falla provocaron el colapso de parte de su cráter.
Los escombros de deslizamientos de tierra volcánicos cuaternarios del volcán Mate Grande se desplazan dextramente (es decir, el lado occidental de la falla maestra se traslada hacia el norte) por el rastro principal de la falla Liquiñe-Ofqui y proporciona información sobre la interacción entre el vulcanismo, los deslizamientos de tierra y la tectónica activa. Al norte del Mate Grande, el rastro principal de la falla se dirige hacia el norte hasta el fiordo de Aysén, lo cruza y emerge en la costa al este del volcán Macá y a través del volcán Cay, donde nuevamente se dirige hacia el norte hacia el fiordo del canal Puyuhuapi.
El fiordo inmediatamente al sur del Mate Grande fue visitado durante la investigación marina y costera CIMAR24 en 2018, y el muestreo de los materiales volcánicos (como lavas y tobas) de este volcán se tomaron de pequeños canales de menos de 3 m de ancho que descienden de los flancos de volcán y con captaciones claras que no están conectadas a otros centros volcánicos cercanos.